# Adolf-Grimme-Preis 2004
Der 40. Adolf-Grimme-Preis wurde 2004 verliehen. Die Preisverleihung fand am 3. April 2004 im Theater Marl statt. Die Moderation übernahm dabei Sandra Maischberger.
Im Rahmen der Veranstaltung wurden neben dem Adolf-Grimme-Preis noch weitere Preise, unter anderem auch der „Publikumspreis der Marler Gruppe“, vergeben.

## Preisträger

### Adolf-Grimme-Preis mit Gold

#### Fiktion & Unterhaltung
- Stefan Krohmer (Regie) und Daniel Nocke (Buch) (für die Sendung Familienkreise, ARD / BR)

#### Information & Kultur
- Lutz Hachmeister (für Buch und Regie zu Schleyer. Eine deutsche Geschichte, ARD / NDR / WDR)

### Adolf-Grimme-Preis

#### Fiktion & Unterhaltung
- Hartmut Schoen (Buch und Regie), Ivan Shvedoff (Darsteller) und Gabriela Sperl (Redaktion) (für die Sendung Zuckerbrot, ARD / BR / SWR)
- Kaspar Heidelbach (Regie), Jan Josef Liefers (Darsteller), Heino Ferch (Darsteller) und Michael Souvignier (Produktion) (für die Sendung Das Wunder von Lengede, Sat.1)
- Stephan Wagner (Regie), Christoph Waltz (Darsteller) und Armin Rohde (Darsteller) (für die Sendung Dienstreise – Was für eine Nacht, Sat.1)
- Kai Wessel (Regie) und Dagmar Manzel (Darstellerin) (für die Sendung Leben wäre schön, ARD / BR)
- Wigald Boning (für die Sendung WIB-Schaukel: Wigald Boning trifft Jürgen Drews auf Mallorca, ZDF)

#### Information & Kultur
- Thomas Irmer und Matthias Schmidt (für Buch und Regie zu Die Bühnenrepublik: Theater in der DDR, ZDF / 3sat)
- Johann Feindt (für Buch, Regie und Kamera bei Reporter vermisst, SWR / Arte)
- Karin Jurschick (für Buch und Regie zu Die Helfer und die Frauen, ZDF / 3sat)
- Andreas Pichler (für Buch und Regie zu Call me Babylon, ZDF)

#### Spezial
- Tommy Krappweis (für die Idee und Realisation von Bernd das Brot, Kinderkanal)
- Gert Monheim (für die Redaktion bei die story, WDR)
- Charlotte Grace Roche (für Moderation und Präsentation von Fast Forward, VIVA)

### Besondere Ehrung
- Dieter Hildebrandt (für sein Lebenswerk mit dem Beitrag bei Information und Aufklärung durch das Medium Fernsehen)
- Werner Reuß (für den Aufbau vorbildlichen Bildungsfernsehens, BR-alpha)

### Sonderpreis Kultur des Landes Nordrhein-Westfalen
- Ullrich H. Kasten (Buch und Regie) und Jens-Fietje Dwars (Buch) (für die Sendung Der Unzugehörige: Peter Weiss – Leben in Gegensätzen, RBB / SWR / DRS)

### Publikumspreis der Marler Gruppe
- Lutz Hachmeister (für Buch und Regie zu Schleyer. Eine deutsche Geschichte, ARD / NDR / WDR)